# Volvo 850
Volvo 850 var en personbil i storbilsklassen som tillverkades av Volvo mellan 1991 och 1997. Modellen efterföljdes av Volvo 70-serien, som tillverkades mellan 1996 och 2016.

## Historik
Utvecklingen av Volvo 850 leddes av Peter Augustsson, som senare blev chef för Saab Automobile. Det var den sista Volvomodellen som formgavs av Jan Wilsgaard.
Modellerna utvecklades inom samma projekt som Volvo 440. Projektet hette Projekt Galaxy och det finns därför många likheter i konstruktionen mellan dessa bilar. Däremot skiljer sig de mekaniska delarna åt, bland annat genom att 400-serien fick motorer som tillverkades av Renault, medan Volvo 850 var utrustad med en svensktillverkad femcylindrig motor av egen konstruktion. 
Volvo 850 ansågs vara Volvos första steg mot en sportigare image. Samtidigt upprätthöll modellen det traditionella Volvo-konceptet, med fokus på stora lastutrymmen och säkerhet. Volvo 850 fanns i sedan- och kombiversion, och tillverkades i Torslanda, Gent samt i Halifax. 
Volvo 850 var den första Volvomodellen med tvärställd femcylindrig motor och framhjulsdrift. Inför lanseringen uttrycktes viss skepsis kring om modellen skulle ha samma hållbarhet som tidigare Volvo-modeller. Kritiken har i efterhand till stor del visat sig obefogad,[källa behövs] och många exemplar har uppnått höga körsträckor. Under utvecklingen lades stor vikt vid detaljer såsom motorljud och dörrstängning. 

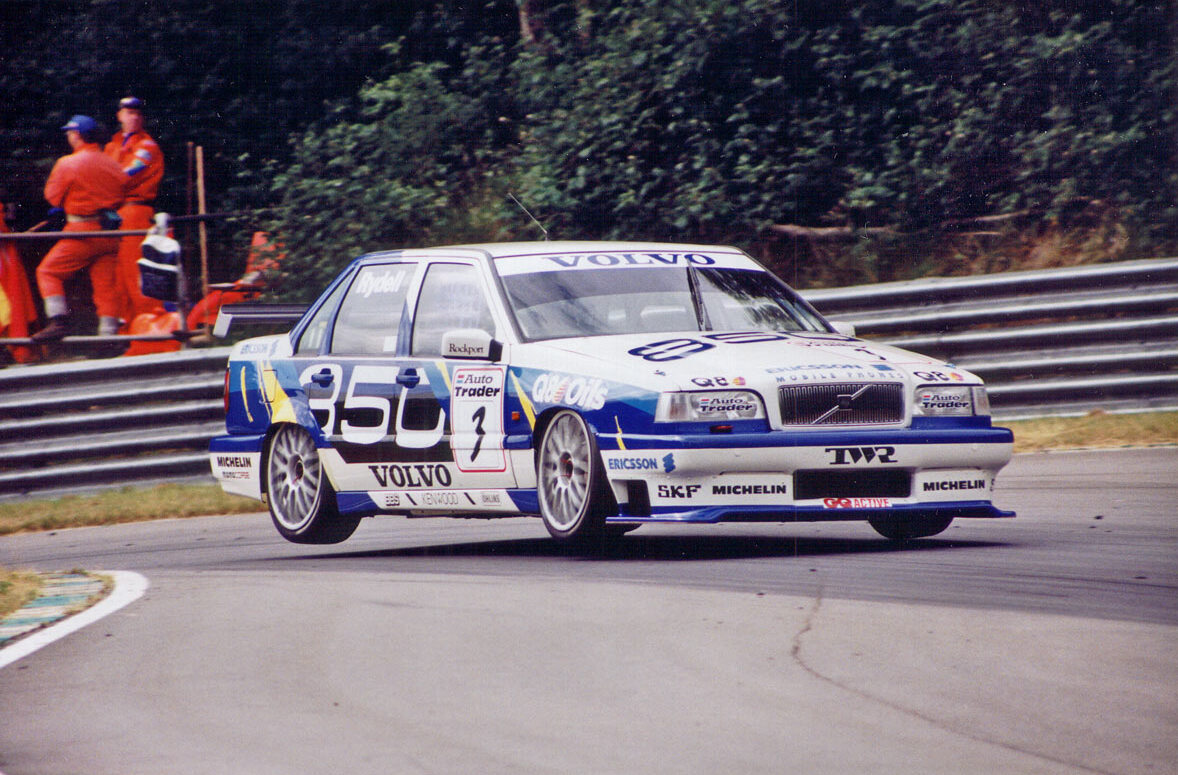
Rickard Rydell i sin Volvo 850 GLT i British Touring Car Championship 1996.

Rickard Rydell tävlade med kombiversionen av Volvo 850 i 1994 års BTCC. Till säsongen därpå bytte Volvo till sedanmodellen, efter en regeländring som tillät bakvingar – så länge de inte överskred bilens taklinje. Reglerna gynnade därmed sedanmodeller och gjorde kombibilarna mindre konkurrenskraftiga.

## Teknik
För att få tillräcklig motoreffekt i de vanliga modellerna kom man fram till att en cylindervolym på 2,5 liter skulle vara nödvändig, vilket var lite i överkant för en fyrcylindrig motor. Därför konstruerade Volvo en femcylindrig radmotor för 850, och den nya motorfamiljen skulle även få varianter med 4 eller 6 cylindrar. Med hjälp av fyrventilsteknik och turbo kunde man sedan erbjuda starkare motorer som tillval, även om alla motorer som erbjöds i 850 var femcylindriga och byggde på samma grund. 
Eftersom den långa motorn tog upp stor del av motorrummets bredd måste en extremt kort växellåda konstrueras. Den försågs med dubbla sekundäraxlar, så att man fick tre drevpar på varje och ändå 5 växlar + back. En motsvarande kort automatlåda togs också fram.
Samma plattform som utvecklades för 850 var också grunden för 400-serien, som var lite mindre men använde delvis samma grundkomponenter. Dock var motorerna i 400-serien inköpta från Renault.

## Marknadspositionering
Volvos modellprogram var i början av 1990-talet ganska svårt att överblicka. Förutom den mindre 400-serien tillverkades även 240-modellen fortfarande. 700-serien fanns också kvar parallellt med sin ersättare 900-serien. 850 var en bil i stort sett i samma storlek som 740 och 940, och bara något större än 240 (men rymligare inuti). Valet mellan de olika modellerna blev delvis en fråga om fram- eller bakhjulsdrift och ny eller gammal teknik. Det komplicerades dock av att 850 var dyrare än en motsvarande utrustad 940. Många trodde att det även skulle komma fyrcylindriga varianter som i så fall skulle få ett lägre pris, men Volvo var inriktade på att klättra upp i premiumsegmentet och tog i stället fram motorstarkare 850:or, även om alla hade femcylindrig motor. Någon sexcylindrig motor fanns inte heller möjlighet för att montera i 850, så den som ville ha en sådan hänvisades till 960, som sedan bytte namn till S90 eller V90. 

## Tidslinje

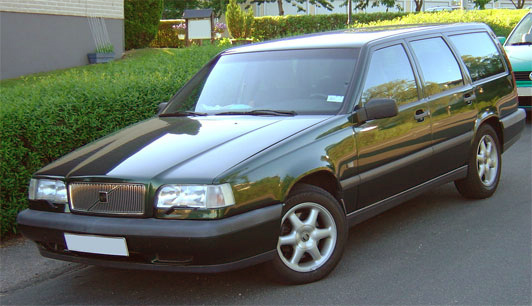
Kombiversionen av Volvo 850.

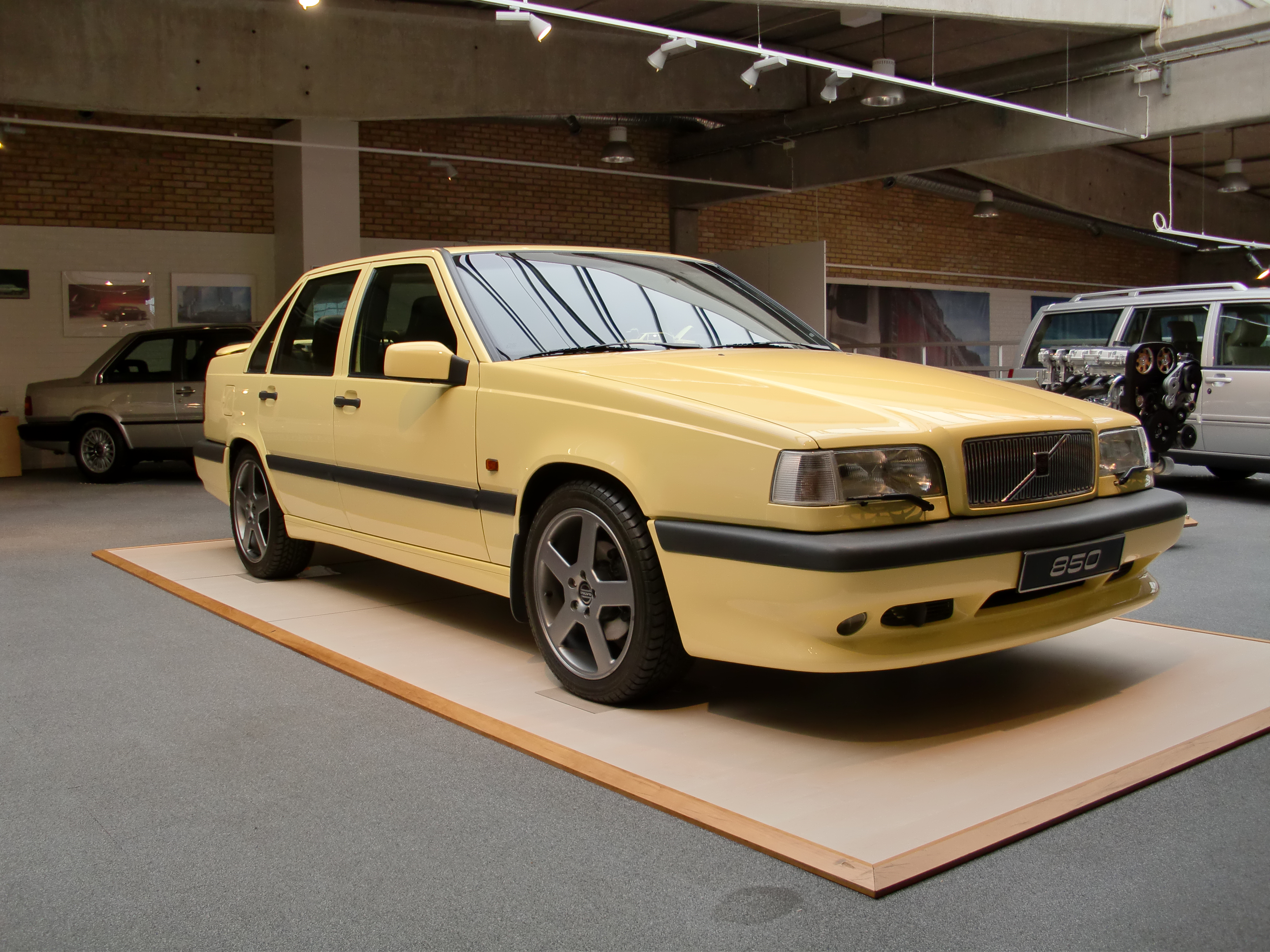
Den klassiskt gula färgen på Volvo 850 T-5R, eller T-Gul som den kallades.

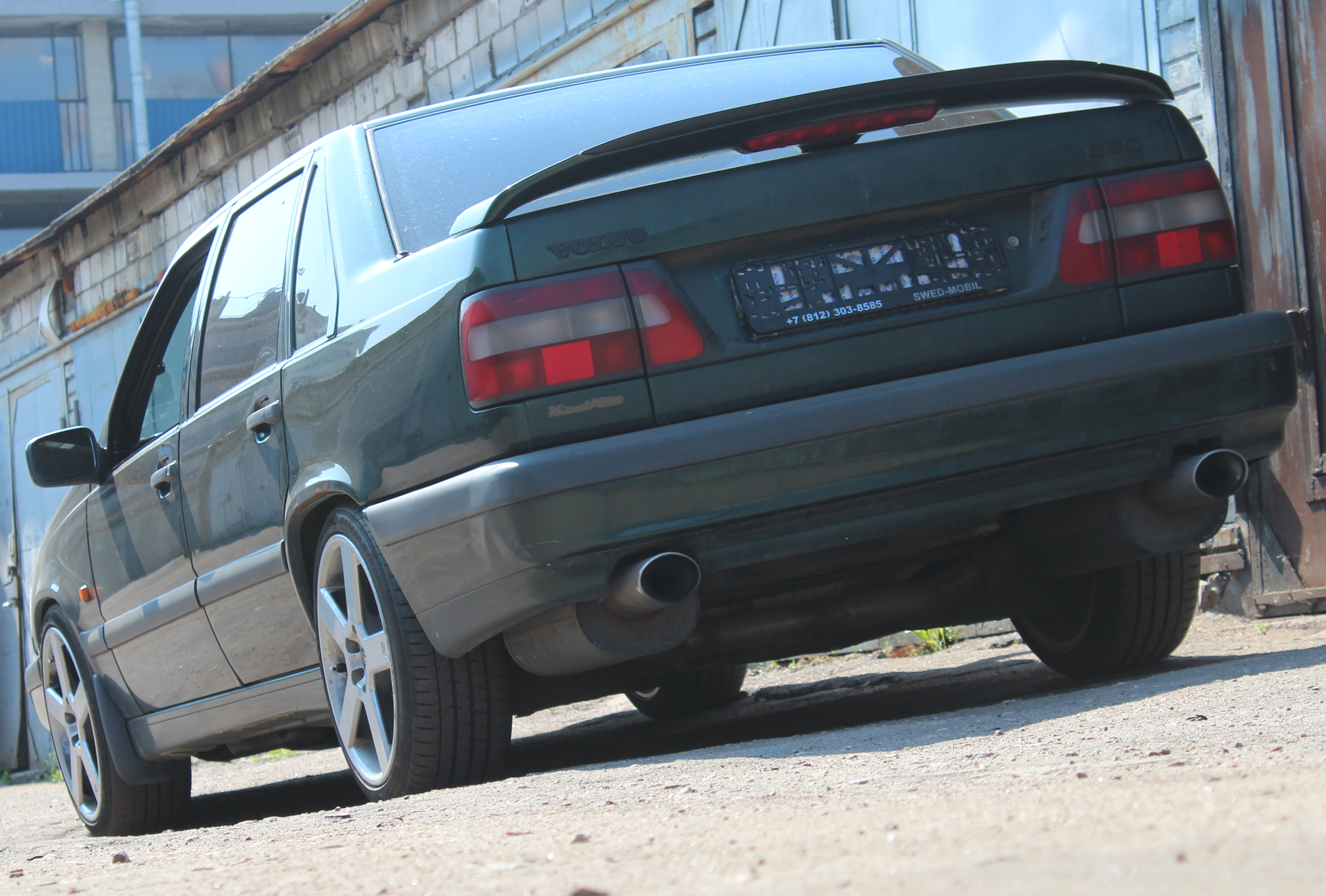
Volvo 850 R, 1997 årsmodeller, färg mörk olivgrön metallic.

1992 fanns bara 850 GLT som sedanmodell. Motorn var 170 hk B5254S med 20-ventilstopp.
1993 breddades programmet med modellen GLE som fick 10-ventilstoppssmotorn B5252S på 140 hk samt en kombikaross. ECC, elektroniskt styrd klimatanläggning, blev ett nytt tillval.
1994 kom första ansiktslyftningen på GLT och nya 850 (t5) Turbo. Med 225 hk var den Volvos dittills starkaste personbil. Den hade också en, för Volvo, unikt platt vridmomentkurva med 300 Nm från 2000 r/min till toppeffekten. Nedåt breddades programmet med GL som har enklare utrustning. GLE bytte namn till SE. Växellådorna förstärks och turbomodellen får M56H, övriga M56L.
1995 toppades programmet av 850 T-5R, populärt kallad T-Gul efter den speciella gula färgen. Volvo begränsar upplagan till 2 537 gula bilar, men efterfrågan är mycket större och det tillverkas 2516 svarta och 1911 gröna utöver de gula bilarna. Sverige tilldelas totalt 321 bilar av samtliga färger. Motorn trimmades till 240 hk genom att höja varvtalet och till 330 Nm med en overboost-funktion i 30 sekunder vid full gas. I andra änden av programmet döptes GL om till S samtidigt som den fick utseende och stolar från Turbomodellen.
En tvålitersversion av 10-ventilsmotorn introduceras med 126 hk samtidigt som effekten ökades från 140 till 144 hk i S/SE 2,5.
1996 följdes föregående års succé T-5R upp av 850R som marknadsförs i en flamröd färg (som genast blir kallad T-Röd) men tillverkas även i flera andra färger och till skillnad mot T-Gul är upplagan inte begränsad. 250 hk/350 Nm (manuell) och ytterligare en förstärkning av växellådan införs. 850R har diffbroms med viskokoppling för att bättre utnyttja motorkraften. Dessutom finns 850 nu även med en femcylindrig diesel från Volkswagen/Audi kallad 850 TDI. Volvo 850 Bi-fuel (efterföljare till Volvo 940 Dual-Fuel) baserad på 140 hk-motorn lanseras. Modellvarianten kom att tillverkas i en serie om 250 bilar. Effekten vid gasdrift är 126 hk. 
1997 Den fyrhjulsdrivna 850 AWD introducerades och fick en ny lågtrycksturbo på 193 hk. Modellen ersattes av den vidareutvecklade modellen S/V70.